# 巴塞斯 (加利福尼亞州)
巴塞茨（英語：Bassetts）是位於美國加利福尼亞州謝拉縣的一個非建制地區。該地的面積和人口皆未知。

## 地理
巴塞茨的座標為39°37′11″N 120°35′15″W / 39.61972°N 120.58750°W，而該地的平均海拔高度為1688米（即5538英尺）。